# Dargoire
Dargoire – miejscowość i gmina we Francji, w regionie Owernia-Rodan-Alpy, w departamencie Loara.
Według danych na rok 1990 gminę zamieszkiwało 428 osób, a gęstość zaludnienia wynosiła 223 osób/km² (wśród 2880 gmin regionu Rodan-Alpy Dargoire plasuje się na 1209. miejscu pod względem liczby ludności, natomiast pod względem powierzchni na miejscu 1692.).